# Western

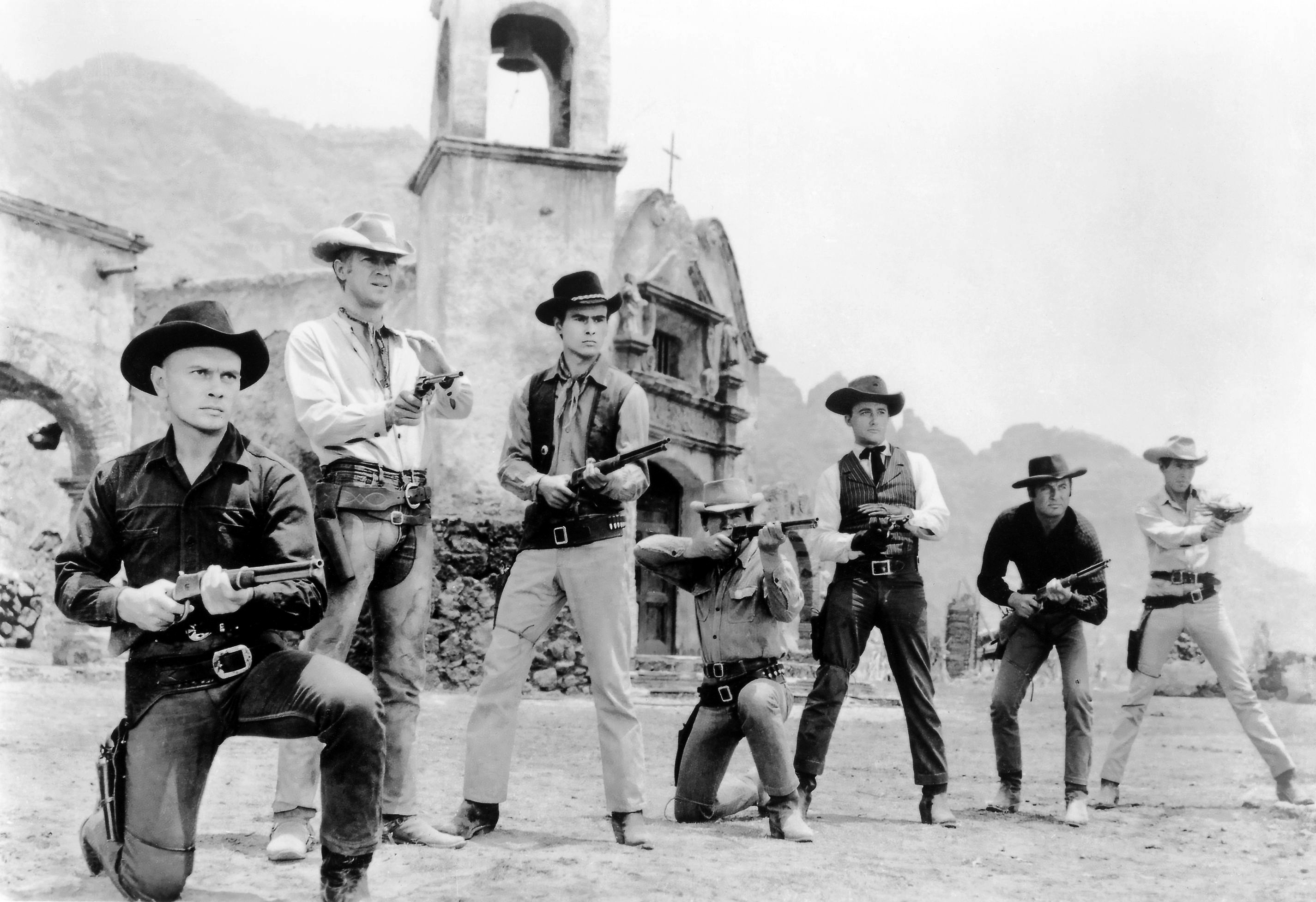
Kadr z filmu Siedmiu wspaniałych (1960)

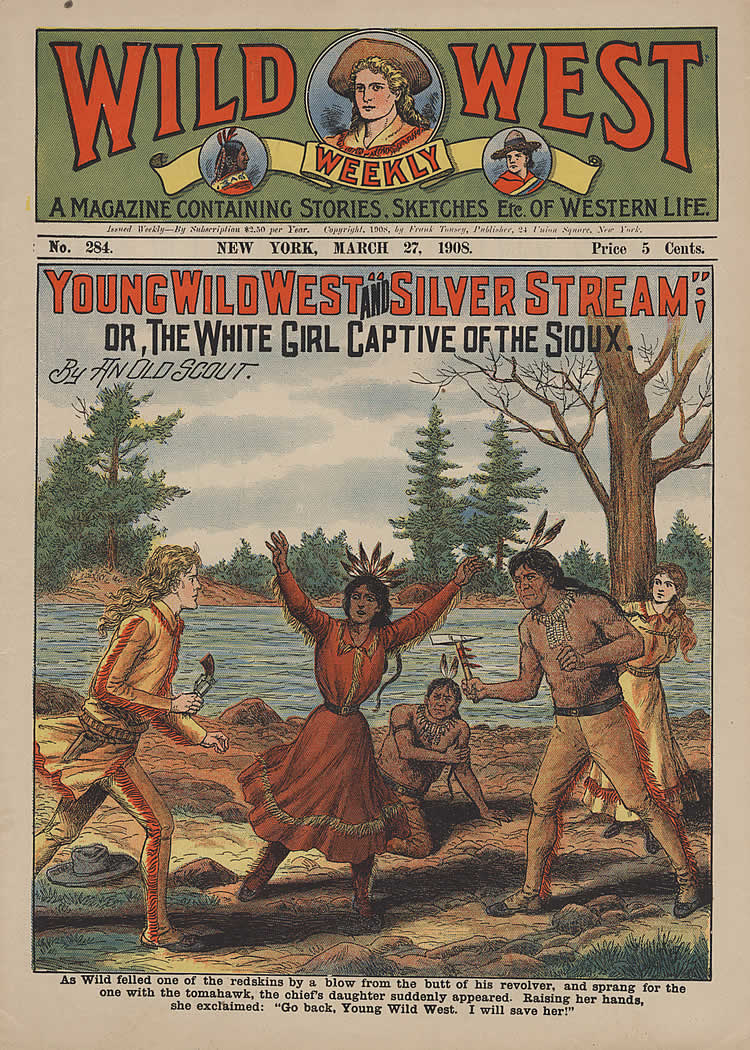
Okładka z amerykańskiego magazynu literackiego publikującego opowiadania z Dzikiego Zachodu (1908)

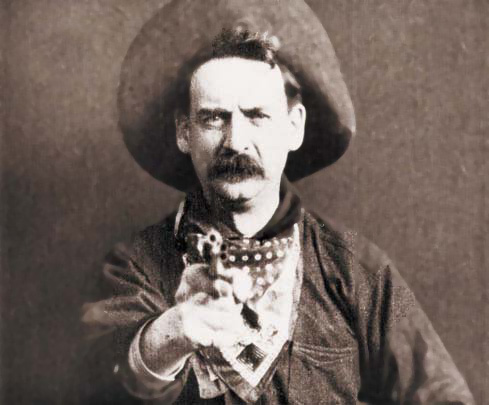
Szokujący ówczesną widownię strzał w kierunku widza w westernie Napad na ekspres (The Great Train Robbery, 1903)

Western – gatunek filmu fabularnego, powieści awanturniczej albo sztuki scenicznej, obejmujący utwory, których akcja rozgrywa się w okresie kolonizacji i stabilizowania się życia na terenach zachodnich stanów USA, zwanych Dzikim Zachodem. Często miejsce akcji nie jest konkretnym stanem, ale terytorium zorganizowanym – zalążkiem przyszłego stanu. Western jest charakterystyczną formą amerykańską, chociaż był uprawiany również przez twórców rodem z Europy.
Klasyczny western charakteryzuje się pewnymi stałymi cechami, z których podstawowymi są:
- tematyka związana z wydarzeniami historycznymi na Dzikim Zachodzie w drugiej połowie XIX w. (walki z Indianami, wojna secesyjna, budowa kolei transkontynentalnej, walka z przestępczością, gorączka złota, hodowla bydła itp.)
- wyrazista akcja o dobitnie zarysowanym konflikcie dramatycznym (starcie sił reprezentujących wartości pozytywne z siłami zła), najczęściej powiązanym z wątkiem miłosnym
- główny bohater (kowboj, traper, szeryf, „jeździec znikąd”) odznaczający się budzącymi sympatię cechami: szlachetnością, odwagą, przedsiębiorczością, wielką sprawnością fizyczną i siłą – przedstawiony na tle uschematyzowanego zespołu postaci ubocznych (śmiała dziewczyna, prawy i odważny szeryf, bywalcy małomiasteczkowego saloonu, Indianie, złowrodzy przeciwnicy, lojalni przyjaciele)
- obowiązkowe składniki awanturnicze: strzelaniny, bójki, konne pościgi
- operowanie efektownymi plenerami Dzikiego Zachodu (rozległe prerie, skaliste wąwozy).

## Western w literaturze
Western narodził się w II połowie XIX wieku, jako rodzaj literatury przygodowej nawiązującej do twórczości Jamesa Coopera. Akcja tych utworów toczyła się na Dzikim Zachodzie. Pierwsze westerny były przeważnie tanimi powieściami rozrywkowymi przeznaczonymi dla masowego czytelnika i rzadko odznaczały się większymi walorami literackimi. Tematem były przygody traperów, banitów, rewolwerowców, kowbojów, stróżów prawa, którzy zamieszkiwali te niespokojne regiony. Charakterystyczne było to, że wiele z tych powieści opisywały fikcyjne perypetie autentycznych ludzi, żyjących w tych czasach, takich jak Buffalo Bill, Jesse James, Wyatt Earp, czy Calamity Jane. Popularność wśród czytelników sprawiła, że western stał się w literaturze amerykańskiej odrębnym gatunkiem literackim. Gatunek ten uprawiać zaczęli twórcy spoza Ameryki.
Najwybitniejsi amerykańscy autorzy westernu to m.in. Owen Wister, Zane Grey, Max Brand, Ernest Haycox, Louis L’Amour, Ray Hogan, Elmer Kelton, Marlin Durham. Wśród pisarzy nieamerykańskich najbardziej znany to Karol May, a w literaturze polskiej Wiesław Wernic.

## Western filmowy

### Western w filmie amerykańskim

#### Historia
Western pojawia się już u początków sztuki filmowej. W 1894 roku w studiu Black Maria w West Orange w stanie New Jersey należącym do wytwórni Edisona udokumentowano występy Buffalo Bill's Wild West gdzie pokazywano umiejętności nabyte podczas życia na Dzikim Zachodzie – byli wśród nich Annie Oakley (strzelanie) i członkowie plemiona Siuksów (taniec). Najwcześniejszym znanym zachodnim filmem narracyjnym jest brytyjski film krótkometrażowy Porwanie przez Indian (Kidnapping by Indians), nakręcony przez studio Mitchell and Kenyon w Blackburn w Anglii w 1899 roku. W 1903 roku w USA powstał najbardziej znany film z tego okresu, przez wielu krytyków uważany za pierwszy fabularny western w historii amerykańskiej kinematografii – Napad na ekspres – reż. Edwin S. Porter, z pierwszą gwiazdą Broncho Billy Andersonem. Temat filmu oparty był na wcześniejszym brytyjskim filmie A Daring Daylight Burglary.

Pierwszy western dźwiękowy to W starej Arizonie nakręcony w 1928 roku przez Raoula Walsha i Irvinga Cummingsa) i trwa do dziś nieprzerwanie; należy do najbardziej skonwencjonalizowanych jej gatunków; jego dramaturgia poddana jest stałym regułom, które zmieniają się w nieznacznym tylko stopniu. Kanony specyficznego aktorstwa westernowego ustalili tacy m.in. aktorzy, jak T. Mix, Gary Cooper, Henry Fonda, Clint Eastwood, John Wayne, James Stewart, Lee Marvin, Glenn Ford, Kirk Douglas, James Coburn, Robert Mitchum. 

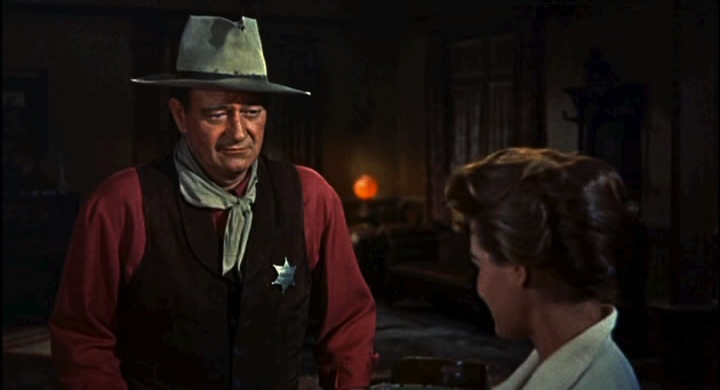
Rio Bravo – jeden z najpopularniejszych klasycznych westernów w reż. Howarda Hawksa z 1959 r., z udziałem Johna Wayne

#### Western klasyczny
Klasyczne westerny opowiadają historie dziejące się na ogół w drugiej połowie XIX w. na terenach, które później stały się amerykańskimi stanami, tzw. Dzikim Zachodzie. Najczęściej dzieją się one w okresie od wojny secesyjnej do masakry nad Wounded Knee. Niekiedy jednak dotyczą one wcześniejszego okresu, od bitwy o Alamo (1836), zaś akcja tzw. późnych westernów dzieje się aż do rewolucji meksykańskiej (1913). Pomimo że westerny ścisłe wiązały się z konkretnym miejscem i okresem w historii Stanów Zjednoczonych, ich ogromna popularność objęła cały świat. Westerny kręcone w latach 40. i 50. podkreślały wartość honoru i poświęcenia. W późniejszym okresie, zwłaszcza w latach 70., ich spojrzenie stało się bardziej pesymistyczne, kładąc nacisk na brutalność i cynizm.

#### Antywestern
W latach 70-90 powstało wiele tzw. antywesternów, przez krytykę określanych też jako westerny rewizjonistyczne, w których odbrązawiano legendę dzikiego zachodu oraz starano się ukazać tubylczych Amerykanów w mniej stereotypowy i zafałszowany sposób (m.in. filmy Eastwooda, Costnera). Przeciwko fałszywemu obrazowi Indian w kinie amerykańskim protestował m.in. w 1973 roku Marlon Brando. Wkrótce też zaczęły powstawać filmy z udziałem autentycznych indiańskich aktorów (Will Sampson, Floyd Westerman, Rodney Grant, Tantoo Cardinal i inni) oraz osadzone w bardziej współczesnych realiach filmy twórców tubylczych (Chris Eyre).

#### Seriale telewizyjne
Wraz z upowszechnieniem telewizji powstawać zaczęły także westernowe seriale telewizyjne. W Polsce, spośród seriali tego typu, największa popularność zdobyły Bonanza, Gunsmoke, Domek na prerii oraz Doktor Quinn. Do seriali westernowych nieemitowanych w Polsce zaliczyć można: The Lone Ranger, The Rifleman, Have Gun, Will Travel, The Big Valley, Maverick i wiele innych.

### Western w filmie europejskim

#### Włoskie westerny
We Włoszech i w Hiszpanii włoscy reżyserzy kręcili tzw. spaghetti westerny, początkowo pogardzane przez krytyków, z czasem zaliczone do filmów kultowych. Czołowym twórcą był tu Sergio Leone – Za garść dolarów (1964), Za kilka dolarów więcej (1965), Dobry, zły i brzydki (1966), Pewnego razu na Dzikim Zachodzie (1968), Garść dynamitu (1971), Nazywam się Nobody (1973, tylko współpraca przy scenariuszu). Dzięki muzyce do jego filmów zyskał sławę kompozytor Ennio Morricone. Wielką gwiazdą po występach w filmach Leone stał się Clint Eastwood, inni znakomici aktorzy występujący w spaghetti westernach to Charles Bronson, Henry Fonda, Lee Van Cleef, James Coburn, Klaus Kinski, Claudia Cardinale, Rod Steiger, Jason Robards.

#### Inne westerny europejskie
W latach sześćdziesiątych XX-tego wieku powstała też niemiecko-włosko-jugosłowiańska seria westernów, na podstawie popularnych powieści Karola Maya opowiadających o przygodach dzielnego Apacza Winnetou i jego przyjaciół. W roli głównej wystąpił francuski aktor Pierre Brice. Na cykl składały się między innymi takie filmy jak: Skarb w Srebrnym Jeziorze (1962), Winnetou: Złoto Apaczów (1963), Winnetou i Old Shatterhand (1964), Winnetou i Apanaczi (1966), Winnetou w Dolinie Śmierci (1968).
Z wielkim rozmachem od 1964 r. filmy o tematyce indiańskiej realizowano w NRD, w wytwórni filmowej DEFA. Kręcono je na ogół w plenerach dawnej Jugosławii. Najpopularniejszym aktorem grającym w tych filmach role Indian był serbski aktor Gojko Mitić. W mniejszych na ogół rolach pojawiali się w nich również aktorzy polscy. Najbardziej znane filmy z tego nurtu to Synowie Wielkiej Niedźwiedzicy (1966, niem. Die Söhne der großen Bärin), Białe Wilki (1969, niem. Weiße Wölfe), Tecumseh (1972), Ulzana (1974). Ostatnim filmem o tematyce indiańskiej był w 1988 r. Łowca w Meksyku (niem. Präriejäger in Mexiko). Popularność tych filmów znacznie spadła po upadku komunizmu w tym kraju.
W Czechosłowacji Oldřich Lipský nakręcił western Lemoniadowy Joe, czyli Końska opera (1964) według powieści Jiříego Brdečki z Karelem Fialą w tytułowej roli.
Polskimi filmowymi westernami są dwie nowele Jerzego Zarzyckiego z 1967 roku Człowiek, który zdemoralizował Hadleyburg oraz Komedia z pomyłek, zawarte w filmie nowelowym Komedie pomyłek, który na ekrany kin wszedł w 1968 roku. Do polskich westernów zaliczyć można również filmy Eukaliptus Marcina Krzyształowicza z 2001 roku oraz Summer Love Piotra Uklańskiego z 2006 roku. Są to jedyne polskie filmy, których akcja toczy się na Dzikim Zachodzie. „Polskimi westernami” ochrzczono niezbyt słusznie również takie filmy jak Rancho Texas (1958) Wadima Berestowskiego, Prawo i pięść (1964) Jerzego Hoffmana i Edwarda Skórzewskiego oraz Wilcze echa (1968) Aleksandra Ścibora-Rylskiego. Choć filmy te posiadają pewne cechy westernów (m.in. wartka akcja, samotny bohater w walce ze złem, strzelanina w miasteczku), to jednak nie są to westerny w klasycznym znaczeniu tego słowa, gdyż ich akcja nie toczy się w zachodnich stanach Ameryki, lecz w Polsce w Bieszczadach lub na Ziemiach Odzyskanych. Tematyka westernowa jest stale obecna w filmach twórcy amatora, Józefa Kłyka.

## Najbardziej znane westerny filmowe i ich reżyserzy
- Wesley Ruggles – Cimarron (1931) – nagrodzony Oscarem w trzech kategoriach (film, reżyseria, scenariusz adaptowany)
- John Ford – Dyliżans (1939), Miasto bezprawia (1946), Fort Apache (1948), Nosiła żółtą wstążkę (1949), Rio Grande (1950), Jak zdobywano Dziki Zachód (1962), Człowiek, który zabił Liberty Valance’a (1962), Jesień Czejenów (1964);
- John Huston – Skarb Sierra Madre (1947);
- Howard Hawks – Rzeka Czerwona (1948), Bezkresne niebo (1952), Rio Bravo (1959), Rio Lobo (1970);
- Delmer Daves – Złamana strzała (1950), Rancho w dolinie (1956), 15:10 do Yumy (1957)
- Fred Zinnemann – W samo południe (1952), Oklahoma! (1955);
- Anthony Mann – Winchester ’73 (1950), Daleki kraj (1954), Gwiazda szeryfa (1957), Człowiek z dzikiego zachodu (1958);
- John Sturges – Ostatni pociąg z Gun Hill (1958), Siedmiu wspaniałych (1960), Joe Kid (1972), Konie Valdeza (1973);
- William Wyler – Człowiek z zachodu (1940), Biały Kanion (1958);
- Edward Dmytryk – Dwa złote colty (1959), Shalako (1968);
- George Roy Hill – Butch Cassidy i Sundance Kid (1969)
- Joshua Logan – Pomaluj swój wóz (1969) – musical;
- Arthur Penn – Mały Wielki Człowiek (1970)
- Terence Young – Samuraj i kowboje (Soleil rouge, 1970)
- Michael Crichton – Świat dzikiego zachodu (1973) – western science fiction;
- Clint Eastwood – Mściciel (1973), Wyjęty spod prawa Josey Wales (1976), Niesamowity jeździec (1985), Bez przebaczenia (1992);
- Sam Peckinpah – Strzały o zmierzchu (1962), Major Dundee (1965), Dzika banda (1969), Ballada o Cable’u Hogue’u (1970), Junior Bonner (1972), Pat Garrett i Billy Kid (1973);
- Lawrence Kasdan – Silverado (1985), Wyatt Earp (1994)
- Kevin Costner – Tańczący z wilkami (1990), Bezprawie (2003)